# Epoxilim

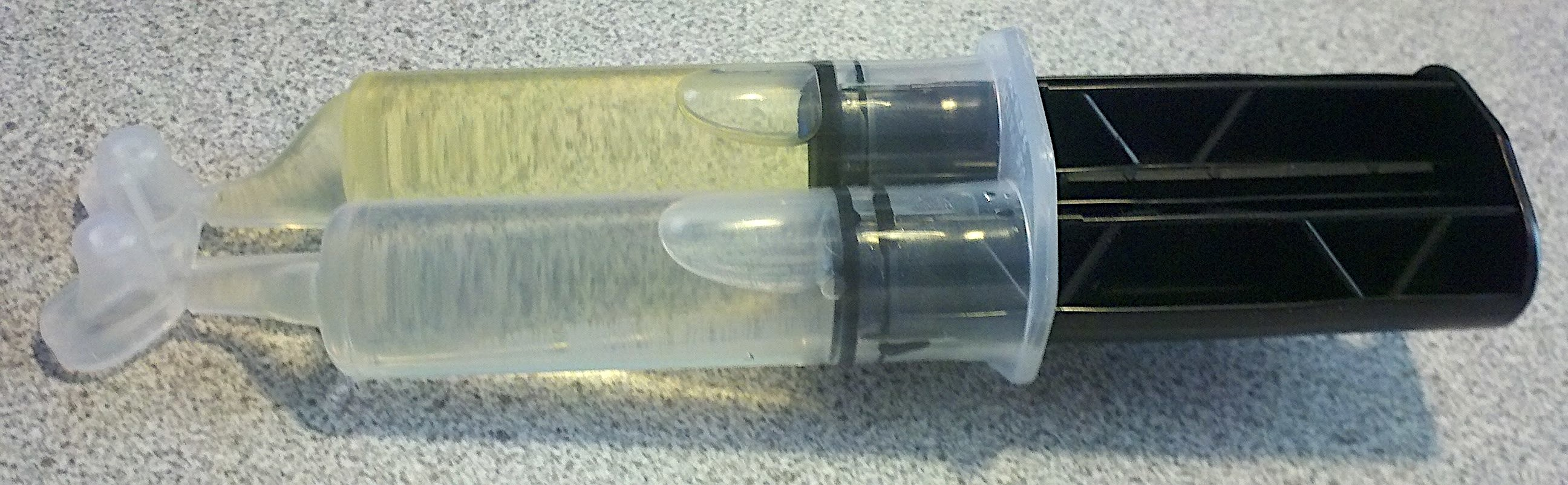
Epoxilim har två komponenter i separata tuber.

Epoxilim eller epoxylim är ett tvåkomponentlim. Limmet är klart och kan blandas med färg för färgsättning. Det används ofta när det ställs höga krav på en limfog.
Epoxilim delas in i rumstemperaturhärdande (flytande) och högtemperaturhärdande (fasta och flytande). Som härdare används oftast polyamid, aminamid eller alifatiska aminer för rumstemperaturhärdande, och dicyandiamid eller aromatiska aminer för högtemperaturhärdande limmer.